# 안지훈
안지훈(1994년 3월 22일 ~ )는 대한민국의 배우이다.

## 이력
2014년 연극배우 첫 데뷔하였다.

## 출연작

### 드라마
- 《맛 좀 보실래요》 (2019년 ~ 2020년, SBS) - 인성 역
- 《미치겠다, 너땜에!》 (2018년, MBC)
- 《조작》 (2017년, SBS) - 양상호 역
- 《마이 로맨틱 썸 레시피》 (2016년, 웹드라마) - 강준 역
- 《결혼계약》 (2016년, MBC) - 조승주 역
- 《오 마이 비너스》 (2015년, KBS2) - 강재혁 역